# Bitva u Mantineie
Bitva u Mantineie byla vybojována v roce 362 př. n. l. mezi Thébany, vedenými Epameinóndem, arkadským spolkem a Bojóty na jedné straně a Sparťany, v čele s králem Agésiláem II., Athéňany, Élidskými a Mantinejskými na straně druhé. V této bitvě se mělo rozhodnout o tom, kdo se stane hegemonem Řecka, avšak Epameinóndova smrt a porážka Sparty nakonec otevřela prostor ke vzestupu Makedonie krále Filipa II.

## Okolnosti

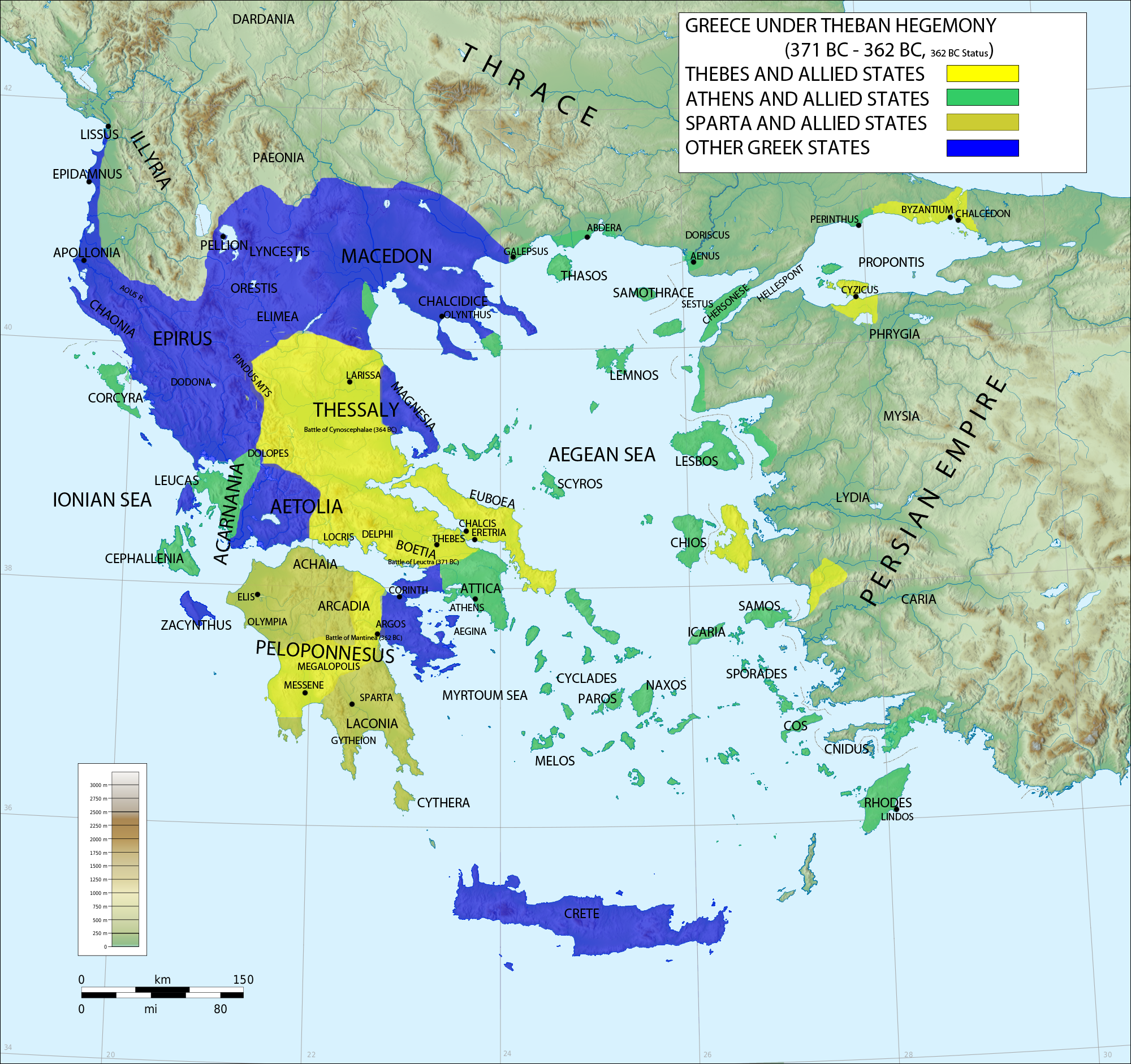
Hegemonie Théb v době bitvy u Mantineie

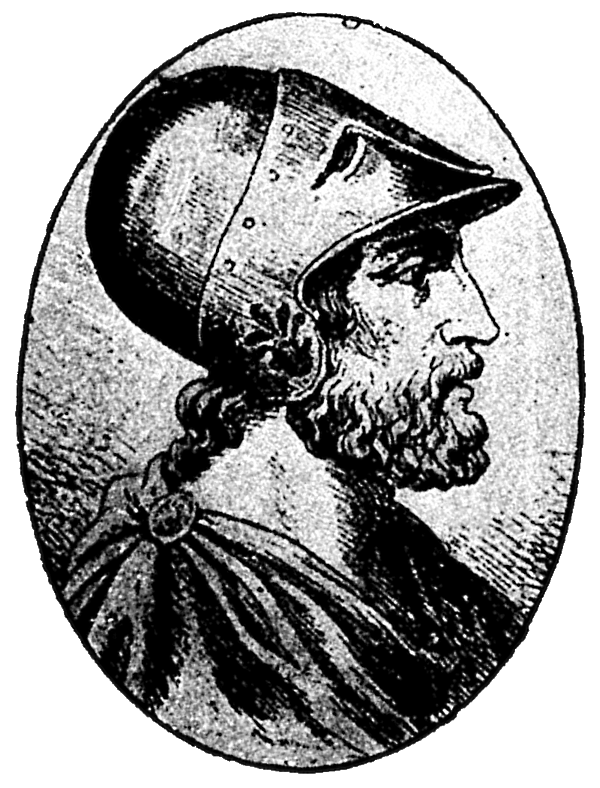
Epameinóndás

Po bitvě u Leukter v roce 371 př. n. l., jež narušila samé základy spartské dominance v Řecku, se vůdčí thébský politik a vojevůdce Epameinóndás pokusil nastolit hegemonii Théb. Vojsko Thébanů a jejich spojenců proto vytáhlo na Peloponés – tradiční spartskou sféru zájmů. Výsledkem bylo zřízení arkadského spolku – federace řeckých městských států ve střední části Peloponéského poloostrova, čímž došlo k faktickému rozpuštění peloponéského spolku a omezení vlivu Sparty. Nicméně v roce předcházejícím bitvě u Mantineie, se Sparťané spojili s Élejskými (obyvateli západní části Peloponésu, nevražícími na Arkaďany) ve snaze podlomit moc Théb a jejích spojenců. Poté, co Arkaďané obsadili panhelénský chrám Dia Olympského, nacházejícího se v Élidě, jedna z arkadských obcí, Mantineia, vystoupila na protest z arkadského spolku. Sparťané a Élejští nato uzavřeli spojenectví s Mantinejskými proti Arkaďanům. Podpořit Spartu a její spojence se rozhodly rovněž Athény, které pociťovaly odpor k thébské rozpínavosti. Athéňané si navíc dobře pamatovali na události po skončení peloponéské války, kdy Thébané žádali zničení Athén a zotročení jejích obyvatel. Tento thébský požadavek byl však tehdy Sparťany zamítnut. Aby předešli střetu s Thébany, postupujícími po souši, vyslali Athéňané své vojsko na pomoc Spartě po moři. V téže době vedl Epameinóndás thébskou armádu na Peloponés, aby zde obnovil pořádek a znovu prosadil moc thébsko-arkadské aliance.

## Průběh
Obě vojska se setkala poblíž Mantineie. Sparťané, Athéňané, Élejští a Mantinejští byli vedeni spartským králem Agésiláem II. Thébské vojsko zahrnovalo také kontingenty z obcí pro-thébského bojótského spolku. Epameinóndovým Thébanům byli dále nápomocni ti Arkaďané, kteří jim zachovávali věrnost, včetně městských států Megalopolis (jež byla založena Thébany jako hlavní město arkadského spolku během jejich předchozích tažení na Peloponésu) a Tegey (tradiční vůdčí městský stát Arkádie). 

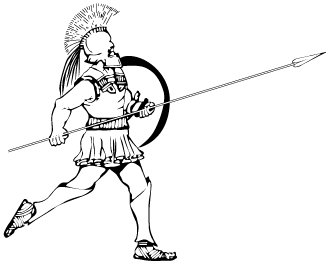
Řecký hoplít v boji

Třebaže oba velitelé byli vysoce kompetentní, vítězství v bitvě dosáhl Epameinóndás. Využil přitom modifikované verze taktiky, jíž s takovým úspěchem uplatnil u Leukter, a rozestavil bojótské vojsko na levém křídle své armády do neobvykle hlubokého zástupu hoplítů. Cílem tohoto uspořádání vojska, známého jako kosý šik, bylo získání lokální vojenské převahy nad nepřítelem, jehož slabší linie musela posléze tlaku této nezměrné masy přirozeně podlehnout.
Epameinóndás, který vedl osobně levé křídlo, porazil a zahnal nejlepší spartské oddíly na pravém křídle. Avšak během boje v přední linii utrpěl thébský vůdce smrtelné zranění. Thébští velitelé Iolaidas a Daifantos, které určil svými případnými nástupci, byli rovněž zabiti. Když se umírající Epameinóndás doslechl o jejich smrti, nařídil Thébanům, navzdory vítězství v boji, uzavřít se Spartou mír. Bez jeho vůdcovství vzala následně thébská hegemonie rychle za své. Ovšem Sparťané, kteří vyšli z této bitvy znovu poraženi, nebyli schopni nahradit Théby v pozici vedoucí mocnosti. Konečným výsledkem boje tak bylo rozhodující oslabení jak Thébanů, tak i Sparťanů.